# IHF Emerging Nations Championship
IHF Emerging Nations Championship – oficjalny międzynarodowy turniej piłki ręcznej organizowany przez IHF mający na celu podniesienie poziomu sportowego rozwijających się męskich reprezentacji. Zawody odbywają się od 2015 roku w odstępach dwuletnich.

## Turnieje
| 2015 | Kosowo   | Wyspy Owcze | 27:24 | Łotwa  | Kosowo   | 28:16 | Urugwaj         |
| 2017 | Bułgaria | Wyspy Owcze | 26:25 | Turcja | Kosowo   | 32:25 | Cypr            |
| 2019 | Gruzja   | Gruzja      | 31:21 | Kuba   | Bułgaria | 47:31 | Wielka Brytania |
| 2021 | Gruzja   | Gruzja      | 32:18 | Cypr   | Bułgaria | 26:25 | Mołdawia        |
| 2023 | Bułgaria | Kuba        | 28:18 | Cypr   | Bułgaria | 47:18 | Indie           |